# 川东大钟花
川东大钟花（学名：Megacodon venosus）为龙胆科大钟花属下的一个种。

## 扩展阅读
維基物種上的相關：川东大钟花